# 德榮大押

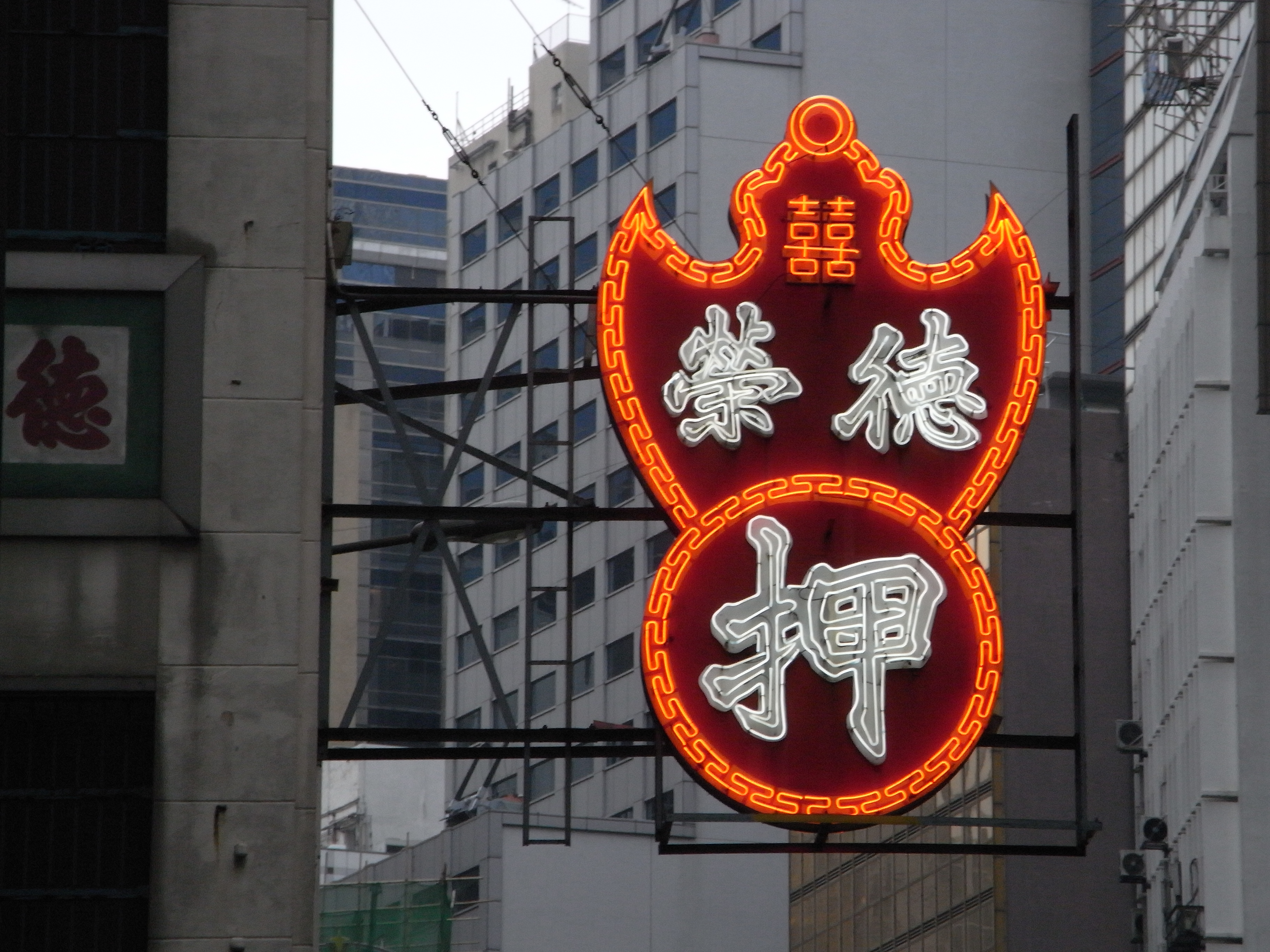
德榮大押霓虹燈招牌近照

德榮大押（英語：Tak Wing Pawn Shop）是香港的一幢創於1940年的大押，位於中環德輔道中72號的一幢建於二次大戰前的四層樓高騎樓式唐樓，由昔日的「典當業大王」高可寧的高氏家族經營至今。

## 歷史
德榮大押開設於1940年，其經營者為有澳門「典當業大王」之稱的前澳門中華總商會會長高可寧。高氏家族在香港所屬的大押中現存有三幢，其中一幢便是德榮大押，另有兩幢為位於上海街的德生大押以及深水埗前稱同安大押的南昌大押，三幢均評級為三級歷史建築。
昔日中環德輔道中一帶的建築物大多是德榮大押這種類型的三至四層高的唐樓，經過數十年來的市區重建，現時德榮大押是當區僅存的舊樓，被現代新興的商業大廈所包圍。

## 特徵
德榮大押為一幢樓高四層、建於二次大戰前的騎樓式唐樓，是典型的華南建築的風格，亦具有戰前民間建築特色，這一類型的唐樓建築物，其興建方式是將柱豎立於行人路上，以行人路上的空間興建騎樓，又採用「上居下舖」的混合形式用途（地下一層大多為商舖或茶居，樓上則作為民居使用）。
德榮大押頂樓掛着一面寫上「1940」的牌匾，以標誌其創建年份，此情況亦可見於上海街的德生大押，而1樓騎樓的題字下方則寫有英文「Since 1953」。招牌以較為豪華的鐵皮製成並配上紅白霓虹，有別於其他木製或膠製押牌；該押牌的外型為常見於香港和澳門的「蝠鼠吊金錢」，這種押牌的上半部份象徵蝙蝠，取其諧音「福」，下半部份形似錢幣，喻意利潤，即「有福又有錢」。此外，押牌中「德榮」兩字中的「德」字為北魏體的異體字「徳」。
步入當鋪門內可見一扇銀色的金屬屏風，以防典當人因被路人看見而感到尷尬；屏風的另一面則是過頭高的櫃枱，讓典當人看不到當鋪的內部情況，另外該建築物二樓至四樓的露台均以鐵枝圍封，或以作為防盜之用。

## 相關當鋪
- 南昌押（同屬高可寧家族，位於深水埗南昌街117號）
- 德生大押（同屬高可寧家族，位於佐敦上海街178號）
- 同德大押（同屬高可寧家族，已拆卸，原址位於灣仔軒尼詩道367至371號）

## 外部連結
维基共享资源上的相關多媒體資源：德榮大押